# Dieter Schneider
Dieter Schneider (n. 20 octombrie 1949, Lauter/Sa., Saxonia, Germania) este un fotbalist ce a reprezentat Republica Democrată Germană, medaliat olimpic. A participat la o ediție a Jocurilor Olimpice (1972) în care a câștigat o medalie de bronz.

## Participări
Lista de mai jos prezintă principalele competiții la care a participat Dieter Schneider de-a lungul carierei.
- Olympische Sommerspiele 1972/Fußball[*]